# Franco Basaglia
Franco Basaglia (Gorizia, 11 de março de 1924 — Veneza, 29 de agosto de 1980) foi um psiquiatra italiano. Promoveu uma importante reforma no sistema de saúde mental italiano.

## Biografia
Nos anos sessenta dirigiu o hospital psiquiátrico de Gorizia, onde juntamente com outros psiquiátricas começou a promover uma série de mudanças práticas e conceituais, expostas no livro "A Instituição Negada" (1968). Entre os co-autores deste livro organizado por Basaglia está Giovanni Jervis, que posteriormente aprofundará estes conceitos teóricos de modo acessível aos leigos no "Manual Crítico de Psiquiatria" (1975), descrevendo ali também a história do movimento, reunido em torno da Associação Psiquiatria Democrática italiana.
Em 1973 o Serviço Hospitalar de Trieste, dirigido por Basaglia, foi considerado pela Organização Mundial de Saúde (OMS) como referência mundial para reformulação da assistência à saúde mental.
A lei nº 180, ano de 1978 (Lei Basaglia) estabeleceu a abolição dos hospitais psiquiátricos (manicômios) na Itália e está vigente até o presente momento.
Em 1979, Basaglia visitou o Hospital Colônia na cidade de Barbacena, tendo-o comparado aos campos de concentração nazistas de Adolf Hitler.

## Trabalho
O primeiro relatório substancial de Franco Basaglia foi intitulado A destruição do Hospital Mental como lugar de institucionalização e apresentado por ele no Primeiro Congresso Internacional de Psiquiatria Social realizado em Londres em 1964. Neste relatório Basaglia afirmou que "o psiquiatra de hoje parece ter descoberto, de repente, que o primeiro passo para a cura do paciente é o seu retorno à liberdade de que, até agora, o próprio psiquiatra o havia privado" e que "é verdade que a descoberta da liberdade é a mais óbvio que a Psiquiatria poderia alcançar." Em conclusão, Basaglia tentou fixar alguns pontos na tentativa de formar uma alavanca para a descoberta da liberdade:
1. Pressão sobre a administração da qual o hospital depende, pela ação envolvida de co-responsabilidade pela situação anteriormente mantida.
2. O despertar da consciência e da co-responsabilidade por parte dos médicos que aceitaram e preservaram esta situação.
3. A introdução de medicamentos por meio dos quais, a despeito do clima institucionalizado, foi possível a quebra do "vínculo" dos pacientes.
4. A tentativa de reeducação – teórica e humanizada – das enfermeiras. (Isso, no entanto, ainda está longe de ser alcançado.)
5. A manutenção – na medida do possível – dos laços do paciente com o mundo exterior (família, amigos, interesses).
6. A abertura das portas e o início da vida de acordo com o sistema de portas abertas.
7. A criação de pressupostos do Hospital de Dia, a abrir brevemente, como serviço a tempo parcial.

Em 1968, foi publicado L'istituzione negata  ("A instituição negada"), editado por Franco Basaglia.  Amplamente lido em toda a Itália, este livro não apenas documentou e analisou as mudanças em Gorizia, mas também levou o debate anti-institucional para outras áreas: fábricas, universidades e escolas.